# Oz (Buffy contre les vampires)
Pour les articles homonymes, voir Oz.
Daniel « Oz » Osbourne est un personnage de la série télévisée Buffy contre les vampires interprété par l'acteur Seth Green. C'est le guitariste ironique et taciturne du groupe des Dingoes Ate My Baby, qui devient le petit ami de Willow et s'avère être un loup-garou. Ses nom et surnom sont une référence au musicien Ozzy Osbourne.

## Apparitions
Personnage régulier dans la saison 2, Oz apparaît au générique de toute la saison 3 ainsi qu'au début de la saison 4 jusqu'à l'épisode Cœur de loup-garou. Il devait rester présent au moins jusqu'à la fin de la saison, mais l'acteur qui l'incarnait avait choisi de se consacrer au cinéma, ce qui obligea Joss Whedon à revoir ses plans. 

### Saison 2
Oz est un lycéen de Sunnydale qui a un an de plus que Buffy, Willow et Alex. Très tôt dans la saison, il remarque Willow, semblant très attiré par elle mais ils ne se rencontrent pour la première fois que dans l'épisode Kendra, partie 1. Il noue des liens avec Willow mais leur timidité respective fait que leur relation avance peu. Il rejoint le Scooby-gang après avoir vu, avec son détachement habituel, Buffy tuer un vampire (épisode Innocence). C'est juste après, lors de l'épisode Pleine lune, que son personnage prend réellement de l'importance car il devient le petit ami de Willow et se transforme en loup-garou au cours de ce même épisode. Il est sauvé par Buffy d'un chasseur de loup-garous et, dès lors, à chaque pleine lune, il s'enferme dans une cage fermée à clé pour éviter de faire du mal à quelqu'un.

### Saison 3
Oz a redoublé intentionnellement sa dernière année de lycée et on le retrouve en tant que personnage régulier qui continue à avoir quelques problèmes avec sa condition de loup-garou (épisode les Belles et les Bêtes) et aide le groupe dans sa lutte contre les vampires et les démons. Sa relation amoureuse avec Willow connaît un coup d'arrêt lors de l'épisode Amours contrariés quand il découvre Willow et Alex en train de s'embrasser mais, son amour étant plus fort, il va vite lui pardonner (épisode le Soleil de Noël). Un peu avant d'affronter le Maire à l'occasion de la cérémonie de remise des diplômes, il couche avec Willow pour la première fois (épisode la Cérémonie).

### Saison 4
Oz est désormais à l'université avec Buffy et Willow et continue à gérer efficacement son problème de lycanthropie mais il se sent irrésistiblement attiré par une étudiante nommée Veruca. Lors de l'épisode Cœur de loup-garou, il s'avère que celle-ci est également un loup-garou mais qui, à la différence d'Oz, accepte sa nature bestiale. Il s'enferme avec elle dans sa cage pour l'empêcher de nuire mais, durant la nuit, ils s'accouplent sous leurs formes de loup-garous. Au matin, Willow les surprend tous deux nus dans la cage et comprend ce qui s'est passé. Le soir d'après, Veruca essaie de tuer Willow mais Oz intervient et la tue. Après quoi il décide de quitter Sunnydale pour trouver un moyen de contrôler ses transformations. Il revient plusieurs mois plus tard, lors de l'épisode Un amour de pleine lune, ayant appris au Tibet des méthodes pour ne plus se transformer à la pleine lune. Mais sa nature de loup-garou reprend le dessus quand il s'aperçoit que Willow est amoureuse de Tara. Il est alors capturé par l'Initiative avant d'être libéré par le Scooby Gang et quitte définitivement la ville, ayant compris que seuls ses sentiments pour Willow peuvent lui faire perdre le contrôle qu'il a acquis. Bien que Willow et lui se soient promis de se revoir, il ne réapparut plus jamais dans la série.

### Comics
Oz réapparaît dans les comics Buffy contre les vampires, Saison huit, lors de l'arc narratif Retraite. Il vit désormais au Tibet et accueille Buffy et son armée de Tueuses poursuivies par Twilight. Il est marié avec Bayarmaa, une louve-garou et a un fils prénommé Kelden. Oz apprend aux Tueuses à réprimer leurs pouvoirs afin d'éviter d'être détectées magiquement par Twilight. Avec d'autres loups-garous, il les aide ensuite à repousser l'assaut des forces de Twilight.